# طارق العواد
طارق العواد لاعب كرة قدم سعودي و يلعب في مركز مهاجم و وسط.
مثل نادي النصر في الفئات السنية و انتقل إلى نادي الشعلة في عام 2016 و تم فسخ عقده في نهاية عام 2016 و وقع بعدها مع نادي النجمة و لعب معهم موسم و بعدها وقع مع نادي الخلود و لم يستمر معهم طويلاً و وقع بعدها مع نادي الرياض وانتهت مسيرته عام 2018 بعد إصاباته المتكرره.